# Прогресс (партия, Фарерские острова)
«Прогресс» (фар. Framsókn) — политическая партия на Фарерских островах. Была создана 9 марта 2011 года Поулем Микельсеном, бывшим мэром Торсхавна, в результате раскола Народной партии, в которой он ранее состоял. В отличие от умеренно консервативной Народной партии, «Прогресс» придерживается либеральной идеологии, но, как и народники, выступает за независимость Фарерских островов от Дании.
На выборах 2011 года партия получила 2 места в лёгтинге. Несмотря на то, что второй избранный от неё депутат Янус Райн почти сразу же покинул партию, в 2015 году «Прогресс» сумел вновь провести двух депутатов и вошёл в правительственную коалицию вместе с Социал-демократической партией и «Республикой», в результате чего Микельсен занял пост министра труда и иностранных дел.